# 阿里阿拉特十世
阿里阿拉特十世（羅馬化：Ariaráthēs Eusebḗs Philádelphos，Ariarathes X，？—前41年）卡帕多细亚的末代国王（前42年—前41年在位）。其兄阿里奥巴尔赞三世为罗马的傀儡，公元前43年被杀。阿里阿拉特十世继承王位。阿里阿拉特十世因在罗马内战中支持共和派，被恺撒派领袖马克·安东尼赶下台，被杀死。卡帕多细亚为罗马吞并。
| 前任： 阿里奥巴尔赞三世 | 卡帕多细亚国王 | 繼任： 阿尔刻拉奥斯 |